# Knistad
Knistad är en herrgård i Sventorps socken i Skövde kommun.
Knistad ligger 7 kilometer nordost om Skövde. Herrgården är konferensanläggning med restaurang. Kring herrgården ligger golfklubben Knistad GCC.
Huvudbyggnaden i gammal herrgårdsstil har två våningar med flyglar. Den är från 1700-talet, restaurerad 1910. Knistad köptes 1641 från kronan av H. Uggla. Den ärvdes 100 år senare av släkten Lind af Hageby, på 1800-talet av släkten Gyllenberg. Därefter testamenterades den 1877 till föreningen Riddarhuset, men köptes 1881 av Knut Åkerberg.
Skövde flygplats är belägen här sedan 1989.